# Solidarity Forever
Solidarity Forever (dosł. solidarność na zawsze) – pieśń z 1915 roku, do której słowa napisał amerykański pisarz Ralph Chaplin. Utwór stanowi hymn anarchosyndykalistycznego związku zawodowego Robotnicy Przemysłowi Świata. Śpiewana jest do melodii marszowej piosenki „John Brown’s Body”.
Pieśń przetłumaczono na kilka innych języków, w tym francuski, hiszpański, jidysz, niemiecki, polski, suahili czy szwedzki.
Polska wersja tekstu, napisana w 2016 roku przez Bartosza Migasa i Mateusza Trzeciaka, nosi tytuł „Solidarność naszą bronią”.
„Solidarity Forever” śpiewali m.in. tacy wykonawcy jak Leonard Cohen, Jackson Browne, Tom Morello czy Pete Seeger. Wersję Seegera wykorzystano w 2014 roku w ścieżce dźwiękowej filmu Dumni i wściekli, opartego na faktach filmu o wsparciu przedstawicieli społeczności LGBT dla walijskich górników podczas strajku w latach 1984–1985.

## Tekst
| Wersja oryginalna | Wersja polska |
| --- | --- |
| When the union's inspiration through the workers' blood shall run, There can be no power greater anywhere beneath the sun; Yet what force on earth is weaker than the feeble strength of one, But the union makes us strong. Solidarity forever, For the union makes us strong. Is there aught we hold in common with the greedy parasite, Who would lash us into serfdom and would crush us with his might? Is there anything left to us but to organize and fight? For the union makes us strong. Solidarity forever… It is we who plowed the prairies; built the cities where they trade; Dug the mines and built the workshops, endless miles of railroad laid; Now we stand outcast and starving midst the wonders we have made; But the union makes us strong. Solidarity forever… All the world that's owned by idle drones is ours and ours alone. We have laid the wide foundations; built it skyward stone by stone. It is ours, not to slave in, but to master and to own. While the union makes us strong. Solidarity forever… They have taken untold millions that they never toiled to earn, But without our brain and muscle not a single wheel can turn. We can break their haughty power, gain our freedom when we learn That the union makes us strong. Solidarity forever… In our hands is placed a power greater than their hoarded gold, Greater than the might of armies, multiplied a thousand-fold. We can bring to birth a new world from the ashes of the old For the union makes us strong. | Gdy byliśmy podzieleni nikt nie słuchał naszych skarg Solidarność świat odmieni, przestaniemy zginać kark Dziś jesteśmy już mądrzejsi, wszelki wyzysk przegna precz Łańcuch naszych rąk i serc. Solidarność naszą bronią Łańcuch naszych rąk i serc. Dłużej już nie pozwolimy im odbierać naszych praw Wszystkie razem odejdziemy dziś od tablic, łóżek, kas Bo jest jedna wielka siła, której władza boi się: Łańcuch naszych rąk i serc. Solidarność naszą bronią… Chociaż kneblem praw i ustaw usta zamknąć chce nam rząd Chociaż wyrok dawno wydał szef, policjant, bankier, sąd Dziś stajemy ramię w ramię, bo odpowiedź jedna jest Łańcuch naszych rąk i serc. Solidarność naszą bronią… Wasze prawa i granice nigdy już nie skłócą nas Bo marzenie o pokoju łączy ludzi wszystkich ras Zbudujemy broń potężną, co położy wojnom kres Łańcuch naszych rąk i serc. Solidarność naszą bronią… |